# Egbert van Iperen
Egbert Pieter van Iperen (Vianen, 16 januari 1904 – Groningen, 2 mei 1951) was een Nederlandse burgemeester van Leens.

## Leven en werk
Van Iperen werd in 1904 geboren als zoon van Jan Dirk van Iperen en van Maria Elisabeth Kroon. Voor zijn benoeming tot burgemeester van Leens was Van Iperen werkzaam bij het parket van de officier van justitie van Amsterdam, Rotterdam en Groningen en vervolgens als officier-fiscaal bij het bijzonder gerechtshof van Leeuwarden. Tijdens de Tweede Wereldoorlog vervulde hij een actieve rol in het verzet. Van 1947 tot en met 1951 was hij burgemeester van de Groningse gemeente Leens. Hij overleed in mei 1951 op 47-jarige leeftijd in Groningen. Hij werd begraven op zaterdag 5 mei 1951 in zijn woonplaats Leens. Van Iperen was secretaris van het provinciaal Groninger comité "Steun Wettig Gezag".
Van Iperen was getrouwd met Anna Dragstra. Uit hun huwelijk werden drie kinderen geboren. 